# Peter de Wit
Peter de Wit (né en 1958) est un auteur de bande dessinée néerlandais. 
Il est surtout connu pour ses bandes dessinées humoristiques, notamment la série Gilles de Geus (en), écrite de 1983 à 2003 pour Hanco Kolk.

## Publications en français
- Burqa fashionista, Presses de la cité, 2010  (ISBN 978-2-258-08512-1).

## Récompense
- 1999 : Prix Stripschap, pour l'ensemble de son œuvre